# 黎架
黎架（れいか、2004年4月2日 - ）は日本の俳優。新潟県出身。

## 人物
- 趣味 : 運動・映画鑑賞
- 特技 : 空手（黒帯二段）、殺陣

## 出演

### テレビドラマ
- Qrosの女（テレビ東京）  - ヒロイン Qrosの女役 役